# 錫帕孔

錫帕孔是哥倫比亞的城鎮，位於該國中部，由昆迪納馬卡省負責管轄，距離首府波哥大約50公里，始建於1561年，海拔高度2,353米，2005年人口4,916。
4°45′N 74°23′W / 4.750°N 74.383°W